# Pétanque

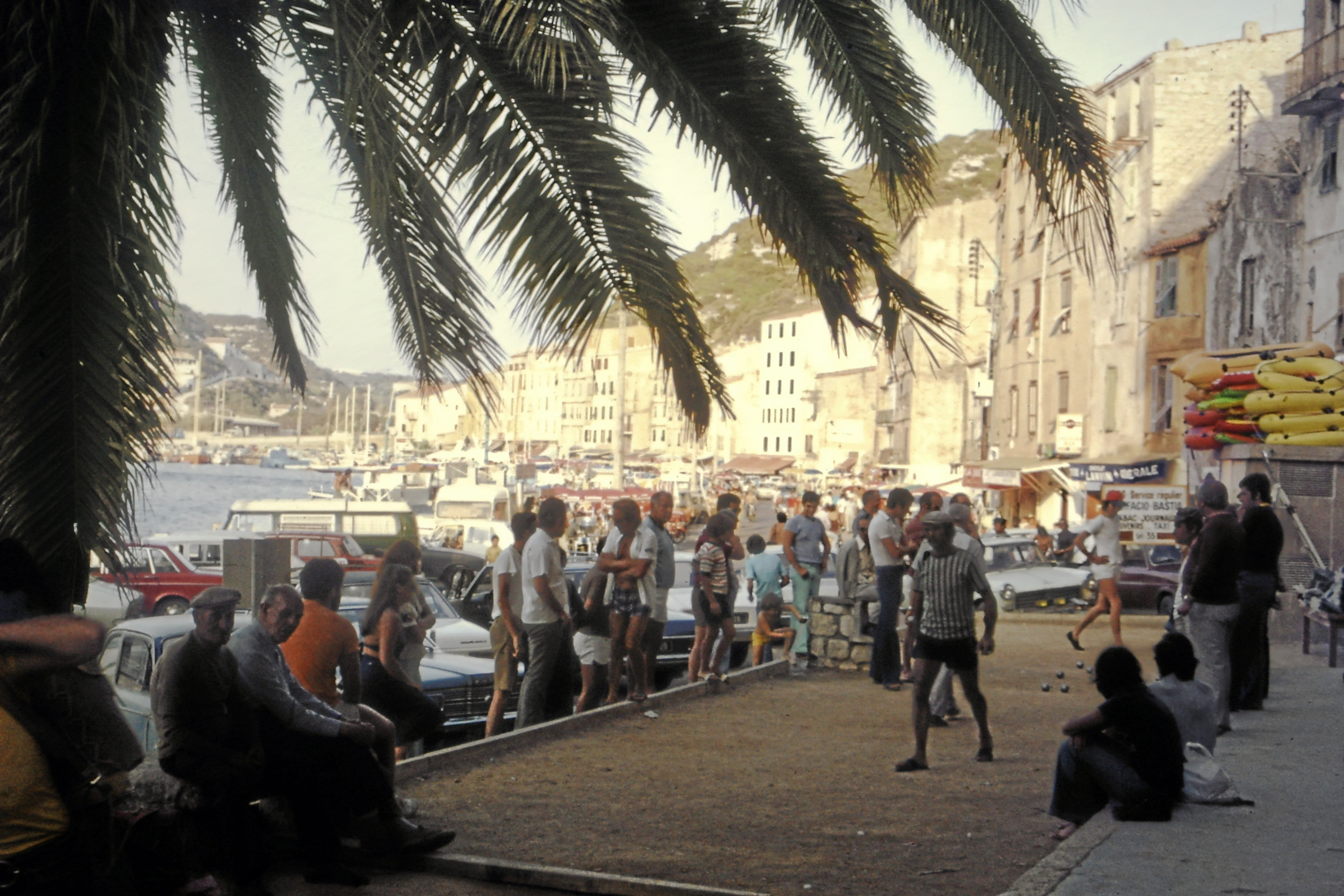
Giocatori di bocce al porto di Bonifacio nel 1975

La pétanque (termine francese) o petanca (in occitano e in catalano), è una specialità dello sport delle bocce, nata in Provenza e derivata dal "gioco provenzale" (jeu provençal).
Insieme al volo e alla raffa, era una delle tre specialità proposte dalla Confédération Mondiale des Sports de Boules come possibili nuove discipline per le Olimpiadi del 2024.
La federazione francese di pétanque e "gioco provenzale" ha circa 380 000 giocatori tesserati e la federazione internazionale (Fédération Internationale de Pétanque et Jeu Provençal) al 2004 comprendeva 566 000 membri ripartiti in 66 nazioni.

## Storia
La prima partita ufficiale ebbe luogo nel 1907, dopo che il gioco fu inventato dai fratelli Ernest e Joseph Pitot, per permettere al loro amico Jules Lenoir di continuare a praticare le bocce nonostante i suoi reumatismi.
Il nome di "pétanque" fu attribuito al nuovo gioco nel 1910, in occasione della prima competizione ufficiale che si svolse a La Ciotat. Il termine deriva dal provenzale "pès tancats", ossia "piedi ancorati al suolo": nel gioco infatti il giocatore che lancia deve restare fermo, a differenza che nel "gioco provenzale", nel quale può prendere lo slancio.
Nel 1930 le tradizionali bocce in legno sono rimpiazzate da quelle in acciaio. L'evoluzione si deve al fabbricante Jean Blanc, del quale esiste ancora il marchio ("JB"). Nel 1955 compaiono le prime bocce del tipo "Obut".
La "Fédération Française de Pétanque et de Jeu Provençal" (F.F.P.J.P) venne costituita il 31 luglio del 1945, mentre la Federazione internazionale fu fondata l'8 marzo 1958 a Marsiglia, sebbene le prime basi della sua istituzione fossero state poste a Spa, nel Belgio l'anno precedente.

## Regole
L'obiettivo del gioco è quello di segnare dei punti piazzando la propria boccia più vicina al pallino di quella del proprio avversario.
Le gare possono vedere in competizione due squadre di tre o due giocatori o singoli giocatori l'uno contro l'altro. Nelle squadre di tre giocatori ciascuno dispone di due bocce, mentre nelle squadre di due o come singoli, di tre.
La distanza nella categoria senior è fissata tra 6 m e 10 m. Il gioco può essere praticato su qualsiasi terreno e le dimensioni ufficiali sono di 15 m di lunghezza per 4 m di larghezza, ma sono tollerate misure fino a 12 m per 3 m.
La pétanque è considerata la versione a piedi fermi del volo: i giocatori devono infatti lanciare le bocce stando all'interno di un cerchio del diametro di 35-50 cm, tenendo i piedi immobili, fino a quando la boccia non abbia toccato il terreno o colpito il bersaglio.
La squadra che inizia, estratta a sorte, traccia il cerchio e lancia il pallino e la prima boccia. Ogni squadra tira quindi le sue bocce finché non ha fatto meglio degli avversari: quando marca il punto, ossia almeno una delle sue bocce è più vicina al pallino di tutte quelle degli avversari, il tiro passa all'altra squadra, se questa ha ancora bocce da tirare.
Quando tutte le bocce sono state lanciate si contano tutte le bocce di una squadra che si trovino più vicine al pallino di quelle dell'avversario. La partita viene vinta dalla squadra che raggiunge per prima i 13 punti.

## Campionati del mondo
La competizione fu disputata 41 volte per la categoria "seniors", 10 volte per la categoria "giovani" e 9 volte per la categoria "femminile", dopo il debutto a Spa, nel Belgio nel 1959.
Tutti i campionati si svolgono per tutte e tre le categorie. Dal 2000 si svolgono inoltre i "Campionati mondiali di Tiro di precisione".

### Albo d'oro
- Categoria seniors:
  - 1959 Francia
  - 1961 Francia
  - 1963 Francia
  - 1964 Algeria
  - 1965 Svizzera
  - 1966 Svizzera
  - 1971 Spagna
  - 1972 Francia
  - 1973 Svizzera
  - 1974 Francia
  - 1975 Italia (Giovanni Serrando, Salvatore Pau, Mario Carioli)
  - 1976 Francia
  - 1977 Francia
  - 1978 Italia: (Giovanni Serrando, Antonio Napolitano, Franco Ferro)
  - 1979 Italia: (Giovanni Serrando, Antonio Napolitano, Franco Ferro)
  - 1980 Svizzera
  - 1981 Belgio
  - 1982 Principato di Monaco
  - 1983 Tunisia
  - 1984 Marocco
  - 1985 Francia
  - 1986 Tunisia
  - 1987 Marocco
  - 1988 Francia
  - 1989 Francia
  - 1990 Marocco
  - 1991 Francia
  - 1992 Francia
  - 1993 Francia
  - 1994 Francia
  - 1995 Francia
  - 1996 Francia
  - 1997 Tunisia
  - 1998 Francia
  - 1999 Madagascar
  - 2000 Belgio
  - 2001 Francia
  - 2002 Francia
  - 2003 Francia
  - 2004 Francia
  - 2005 Francia
  - 2006 Francia
  - 2007 Francia
  - 2008 Francia
  - 2010 Francia
  - 2012 Francia
- Categoria Giovani:
  - 1987 Francia
  - 1989 Francia
  - 1991 Belgio
  - 1993 Belgio
  - 1995 Spagna
  - 1997 Spagna
  - 1999 Francia
  - 2001 Belgio
  - 2003 Madagascar
  - 2005 Francia
  - 2007 Francia
  - 2009 Italia  (Alessandro Basso, Alessio Farina, Gianluca Rattenni, Diego Rizzi. Rizzi si aggiudica anche la medaglia di bronzo nella competizione del tiro di precisione)
  - 2011 Thailandia.  (Nella competizione del tiro di precisione brilla la stella Diego Rizzi, che con 60 punti si aggiudica la medaglia d'oro e fissa il nuovo record italiano di sempre).
- Categoria femminile
  - 1988 Thailandia
  - 1990 Thailandia
  - 1992 Francia
  - 1994 Francia
  - 1996 Spagna
  - 1998 Spagna
  - 2000 Belgio
  - 2002 Spagna
  - 2004 Thailandia
  - 2006 Thailandia
  - 2008 Spagna
  - 2009 Thailandia
  - 2011 Tunisia.

## Equipaggiamento
Le bocce destinate ai giocatori occasionali presentano pesi e diametri vari, in modo da adattarsi alle mani e alle forze di giocatori di tutte le età. Il loro peso varia tra i 600 e gli 800 grammi.
Le bocce da competizione devono essere approvate dalla FIPJP e rispondere alle seguenti caratteristiche: essere in metallo (acciaio temperato), di diametro compreso tra 70,5 e 80 mm e di peso compreso tra 650 g e 800 g. Devono essere cave e prive di materiali all'interno, oggi tuttavia all'interno delle bocce vi possono essere dei materiali di stabilità, questo in Italia, ma solo per giocatori di serie B. Sulle bocce deve essere inciso in modo leggibile il marchio di fabbrica e le cifre del peso. Può esservi inciso anche il nome o il soprannome del giocatore o le sue iniziali.
Alle bocce si aggiunge un pallino in legno, chiamato but, di diametro compreso tra 25 e 35 mm. Viene chiamato anche con diversi soprannomi: cochonnet ("maialino"), petit ("piccolo"),  bouchon ("boccione" in provenzale) o gari (anche in lingua provenzale).
In Italia si gioca (anche) con bocce non omologate dalla federazione Internazionale.